# Бекслихит
Бе́кслихи́т (англ. Bexleyheath) — город на юго-востоке Лондона (Великобритания), расположенный в историческом графстве Кент. По состоянию на 2011 год его население составляло 31 929 человек.
Бекслихит расположен в 19,3 км к юго-востоку от Чаринг-Кросс и является частью лондонского боро Бексли. В Лондонском плане он определён как один из 35 крупных центров Лондона. В более широком понимании это небольшой город с самостоятельным почтовым отделением, включающий в себя другие близлежащие районы, в том числе Барнехерст, большую часть Вест-Хита и бывшую деревню Аптон.

## История

### XVIII и XIX века

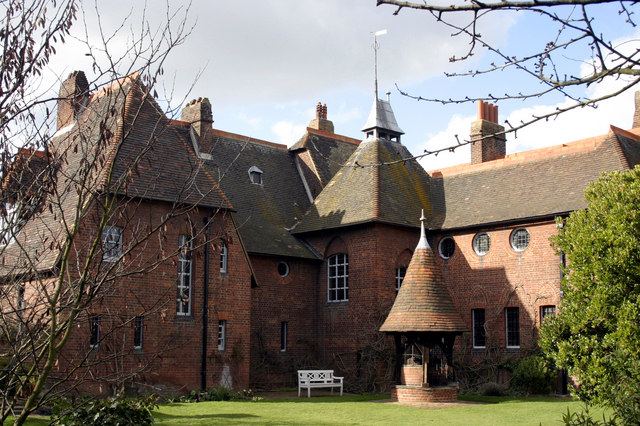
Задняя часть Красного дома, Бекслихит

До начала XIX века пустоши Бексли представляли собой обширные пастбища с грубой травой и кустарники, с небольшим количеством построек. Там, где сейчас пересекаются Эрит и Мэйпл-роуд раньше стояла ветряная мельница. Пустошь граничила с Уотлинг-стрит. В 1766 году Джон Бойд построил усадьбу Дэнсон-Хаус на своём участке («парке»). Основная часть этого парка сохранилась до наших дней — Дэнсон-парк расположен в южной части города, между Бекслихит и Уэллингом. В 1814 году большая часть пустоши к северу от Бексли была огорожена (приватизирована), а средства от приватизации были переданы попечителям собрания прихожан.
В 1859 году архитектор Филип Уэбб спроектировал Красный дом для художника, дизайнера-реформатора и социалиста Уильяма Морриса. Дом был возведён на западном краю пустоши, в деревне Аптон — до того, как Аптон стал пригородом. Моррис хотел иметь «Дворец искусств», в котором он и его друзья могли бы наслаждаться созданием произведений искусства. Дом построен из красного кирпича с крутой черепичной крышей и с акцентом на натуральные материалы. Моррис прожил с женой Джейн в этом доме пять лет, за это время родились две их дочери, Дженни и Мэй. Вынужденный продать дом в 1865 году, Моррис поклялся никогда не возвращаться в него; он сказал, что увидеть дом снова будет выше его сил. Национальный фонд приобрёл этот памятник архитектуры в 2003 году. Здание признано объектом культурного наследия, считается авангардом архитектуры «Искусств и ремёсел», и защищено охранным статусом высшей категории (Grade I).
Приходская церковь Бекслихита, церковь Христа, датируется 1841 годом, а церковный приход — 1866 годом; строительство нынешней церкви завершилось в 1877 году. Альфред Бин, железнодорожный инженер и бывший владелец дома Дэнсон-Хаус, способствовал развитию Бекслихита как пригорода Лондона, выступив в 1880-х годах за строительство железнодорожной линии Бекслихит для поддержки роста поселений вокруг Дэнсон-парка.

### XX век
Башня с часами в центре современного торгового района, построенная в 1912 году, напоминает о коронации короля Георга V.
В 1965 году Бекслихит стал административным центром лондонского боро Бексли. Магазины в центре города и планировка дорог были перестроены в 1980-х и 1990-х годах. В последнее десятилетие дорога, прилегающая к торговому центру, стала пешеходной, и были построены две небольшие объездные дороги, Арнсбург Вэй и Альбион Вэй.

## Архитектура
В архитектурном плане в Бекслихите наблюдаются небольшие отличия в разных частях города. Улицы Крук-Лог/Арнсберг-Вэй/Уотлинг-Стрит образуют своеобразную границу: это район действия почтового индекса DA6, к югу от которого, как и в Барнехерсте на северо-востоке, расположены более сложные в архитектурном отношении дома, в том числе Дэнсон-Хаус и Красный дом. На юго-западной окраине города расположился почти прямоугольный Дэнсон-парк, а на Дэнсон-роуд, выходящей в основном на западную сторону, расположено много больших домов, некоторые из которых имеют модернистские элементы.
На северо-западе Бекслихита, в районе действия почтового индекса DA7, дома преимущественно двухквартирные, 1930-х годов постройки. В эту зону входит часть поместья Босталл-Парк, построенного компанией «Фикс и Ричардс».

## Городской центр

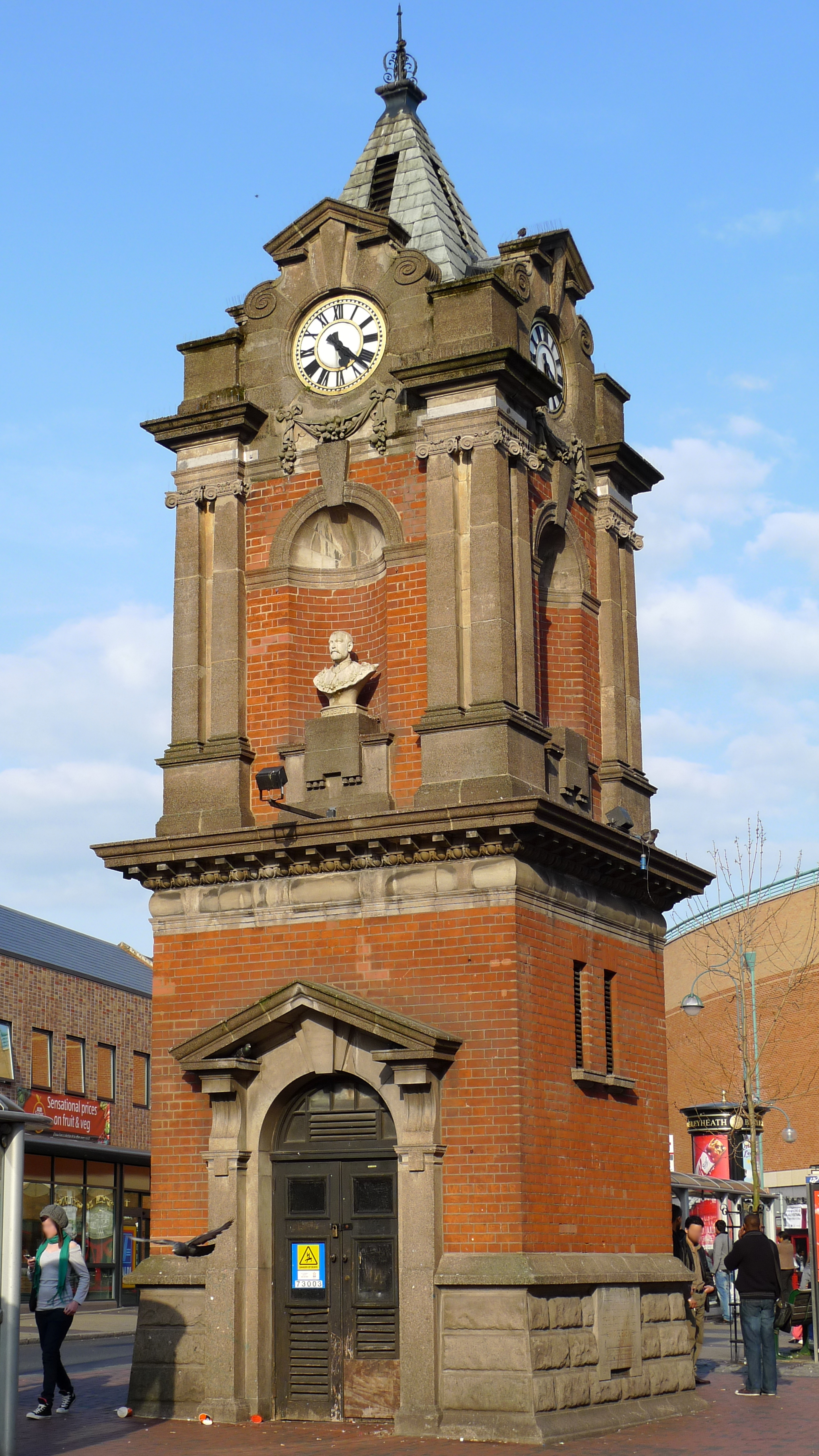
Часовая башня на главной торговой улице

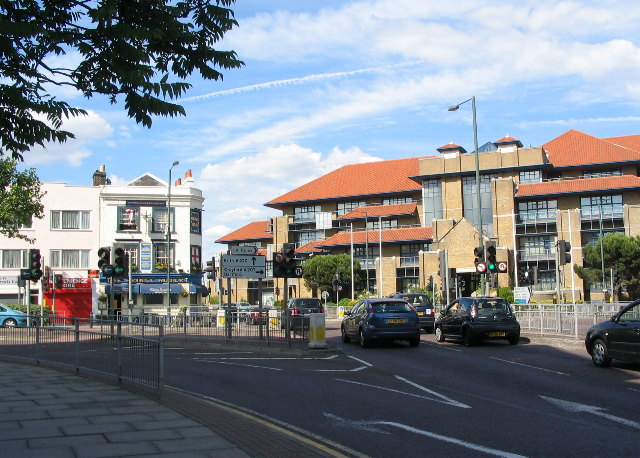
Офисы администрации Бексли

Подавляющее большинство ресторанов и закусочных находится на Бродвее. На южной стороне центральной, пешеходной части Бродвея расположен торговый центр Бродвей, строительство которого было завершено в 1984 году. Четыре года спустя он стал крупным супермаркетом. На востоке перед супермаркетом средних размеров стоит кинотеатр.
Реконструкция «Молла» в 2008 году придала центру более современный вид. В начале 2000-х годов к центру была пристроена площадь Бекслихит, где появилось больше торговых площадей. Большая часть этих инвестиций обеспечивает местную конкуренцию торговому центру Bluewater, расположенному в 8,9 км к востоку, в Гринхите (Кент).
Статуя у здания Бродвейского центра — «Семейная прогулка» местного художника Джона Равера; она была заказана компанией Norwich Union и открыта в 1985 году.
В мае 2009 года после консультаций с общественностью местный совет утвердил план масштабной реконструкции городского центра. Он включал перестройку зданий совета Бексли. Мировой суд должен был переехать в новое здание, где сейчас находится библиотека, которое было бы включено в новый жилой комплекс. Работы не были продолжены, так как торговый центр был продан.
В ходе работ, начавшихся в 2012 году, офисы администрации боро Бексли переехали в здание бывшего главного офиса компании The Woolwich, которое пустовало на протяжении семи лет. На освободившемся участке в июне 2018 года застройщик Bellway получил разрешение на строительство жилого комплекса. Застройка будет включать самое высокое здание в Бекслихите (13 этажей), благоустройство общественной территории, а также офисы и помещения для розничной торговли.
Учитывая совокупные инвестиции в розничную торговлю, Бекслихит привлекает много покупателей, особенно из Эрита, Темзмида, Пламстеда и Вулиджа, которые примыкают к Темзе.

## Досуг и культура
В Бекслихите есть места отдыха, включая театр Эдварда Олдертона, кинотеатр Cineworld, гостиницу, библиотеку справочной литературы, центр мини-футбола, зал для игры в бинго и боулинг.
Хоккейный клуб «Бекслихит и Бельведер» базируется в Уэллинге, но некоторые домашние матчи проводит на площадке Эритской школы.
Культурные мероприятия включают регулярные концерты Симфонического оркестра Сидкапа, которые проводятся в зале грамматической школы Таунли. В городском театре, основанном в 1976 году, проходят постановки любительских спектаклей.

## Образование
В Бекслихите четыре средние школы: Бекслихитская академия, Католическая школа Святой Екатерины для девочек, Католическая школа Святой Колумбы для мальчиков и Грамматическая школа Таунли.

## Места поклонения

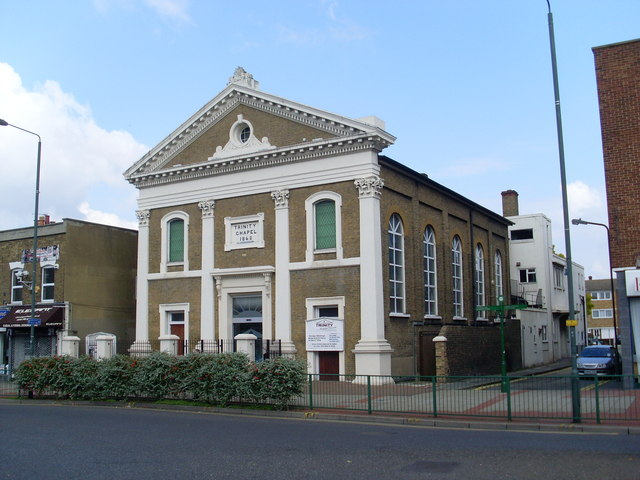
Баптистская церковь Троицы, Бекслихит

- Бетани-Холл, Чэпел-роуд, Бекслихит;
- Общественная церковь Бекслихит, Часовня Линдхерст, Линдхерст-роуд, Барнехерст, DA7 6DL;
- Объединённая реформатская церковь Бекслихита, Геддес-плейс;
- Церковь Христа (Англиканская церковь), Бродвей;
- Методистская церковь Бекслихита, Бродвей;
- Баптистская церковь Троицы, Бродвей;
- Римско-католическая церковь Святого Иоанна Вианнея, Хитфилд-роуд;
- Св. Петра (Англиканская церковь), Пикфорд-лэйн;
- Римско-католическая церковь Святого Томаса Мора, Лонг-лейн;
- Армия спасения, Лайон-роуд;
- Центр христианской жизни Бексли (пятидесятники), Роуэн-роуд;
- Методистская церковь Пантайлс, Херлингем-роуд;
- Баптистская церковь Грейс, Альбион-роуд;
- Апостольская церковь Христа, Уэллинг (CAC) Дав-хаус;
- Королевский зал Свидетелей Иеговы, Апланд-роуд;

## Транспорт

### Железная дорога
Город обслуживается железнодорожной станцией Бекслихит, расположенной в 3⁄4 километра к северо-западу от центра города, на Стейшн-роуд. Станция находится на линии Бекслихит, средней из трёх линий, соединяющих Лондон и Дартфорд. Железнодорожное сообщение позволяет доехать до лондонского вокзала Виктория, через станции Пекхэм-Рай, Чаринг-Кросс, Кэннон-стрит, Барнехерст, Грейвзенд и Дартфорд.

### Автобусное сообщение
Бекслихит является важным узлом автобусного сообщения в ведении Transport for London. Автобусное сообщение соединяет Бекслихит с Бромли, Крейфордом, Дартфордом, Эльтамом, Эритом, Луишемом, Северным Гринвичем, Орпингтоном, Сидкапом, Темзмидом, Уэллингом и Вулиджем.

## Знаменитые жители
- Марджори Аллен[англ.], леди Аллен из Хертвуда (1897—1976), ландшафтный архитектор, защитник детей[10].
- Гарри Бейкер[англ.] (1990—), футболист, родился в Бекслихите[11].
- Стефани Бринд[англ.] (1977—), профессиональный игрок в сквош, родилась в Бекслихите и жила на Чивли-роуд[12].
- Джимми Буллард (1978—), футболист премьер-лиги[13].
- Кейт Буш (1958—), автор-исполнитель, родилась в Бекслихите[14]
- Холл Кейн (1853—1931), писатель, жил в Аберлей-Лодж (Бекслихит) с 1884 по 1889 годы, по соседству с Красным домом[15]. Аберлей-Лодж был снесён в 1970-х годах[16].
- Дэвид Дэниелс[англ.] (1942—), игрок в крикет, родился в Бекслихите[17].
- Берни Экклстоун (1930—), магнат Формулы-1[18][19], вырос на Дэнсон-роуд[20].
- Фрэнк Фармер[англ.] (1912—2004), физик, пионер прикладной физики в медицине, родился в Бекслихите[21].
- Колин Гилл[англ.] (1892—1940), художник, родился в Бекслихите[22].
- Джейк Гудман[англ.] (1993—), футболист, живёт в Бекслихите[23].
- Шейла Хэнкок (1933—), актриса, жила на Лэтэм-роуд[24].
- Дэвид Хэй (1980—), бывший чемпион мира по версии WBA в тяжёлом весе.
- Мэри Кингсли (1862—1900), этнограф, научный писатель и исследовательница, в молодости жила с матерью и братом в Саутвуд-Хаус[25] или Саутварк-Хаус[26][27] на Мейн-роуд (Крук-Лог).
- Нил Лоусон[англ.] (1963—), политик и комментатор, вырос в Бекслихите.
- Ленни Маклин (1949—1998), актёр, вышибала, боксёр и «самый жёсткий человек в Британии», в конце жизни жил в Бекслихите[28].
- Джо Мэлоун[англ.] (1963—), парфюмер и бизнесвумен[29].
- Роджер Мур (1927—2017) и его супруга, Дороти Сквайрс[англ.] (1915—1998) жили в Маунт (Бекслихит)[30].
- Уильям Моррис (1834—1896) прожил в Красном доме большую часть своей жизни[31].
- Мелита Норвуд (1912—2005), советская шпионка времён холодной войны[32].
- Кеннет Нойе[англ.] (1947—), гангстер, осужденный убийца, родился на Лавернок-роуд[33].
- Том Раворт[англ.] (1938—2017), поэт, художник, родился в Бекслихите и вырос в Уэллинге[34].
- Лиам Риджуэлл (1984—), футболист «Портленд Тимберс», родился в Бекслихите, учился в школе Бекслихит[35].
- Делия Смит (1941—), повар, телеведущая, выросла в Бекслихите, посещала школу Бекслихит[36][37].
- Эрик Стивенсон[англ.] (1914—1944), футболист «Лидс Юнайтед», родился в Бекслихите[38].
- Энди Таунсенд (1963—), профессиональный футболист, вырос в Бекслихите, посещал школу Бекслихит[39].
- Чарльз Таппер (1821—1915), шестой премьер-министр Канады, в преклонные годы жил в Бекслихите[40].

### Комментарии
1. ↑  Asda, открылся 28 ноября 1988